# Dis Pater
Dis Pater (z łac. dives pater 'bogaty ojciec', dosł. Bogaty) – bóg rzymski pochodzenia italskiego; mąż Prozerpiny. W jego orszaku znajdowały się Furie i Libitina - bogini śmierci. Był bogiem świata podziemnego i bogactwa. Patronował Manom, Larwom i Lemurom – dobrym i złym duchom świata podziemnego. W ofierze składano mu czarnego byka. Razem z Prozerpiną odbierał cześć podczas ludi Tarentini obchodzonych co sto lat. Czczono go też w czasie ludi Taurii, razem z innymi podziemnymi bóstwami. Identyfikowany z Veiovisem i Plutonem.